# أكيناكيس
خنجر الأكيناكيس أو أكيناك أو الأسينات (باليونانية ἀκῑνάκης) هو نوع من الخناجر أو السيف قصير يستخدم بشكل رئيسي في الألفية الأولى قبل الميلاد في شرق حوض البحر الأبيض المتوسط، وخاصة بواسطة الميديين،  والسكوثيين، والفرس، والقزوينيين، ثم اليونانيين. 
الأسينات، ذات الأصل السكوثي، والتي اشتهرت على يد الفرس، انتشرت بسرعة في جميع أنحاء العالم القديم . ويعتقد الرومان أن هذا السلاح نشأ مع الميديين.
يبلغ طول الحلقة عادةً 40-60 سم (14-18 بوصة) وهي ذات حدين، وعلى الرغم من عدم وجود تصميم عالمي، فقد يكون الواقي مفصصًا بمقبض شبيه بخنجر بولوك، أو قد يكون المقبض مشقوقًا  أو من النوع "الهوائي".  يحدد الغمد - مثل أي شيء آخر - العقدة، وعادة ما يكون به حامل زخرفي كبير بالقرب من الفتحة، مما يسمح بتعليقه من حزام على الجانب الأيمن لمرتديه.

## تعريف

### الخلاف عن كونه نوع من السيوف الفارسية

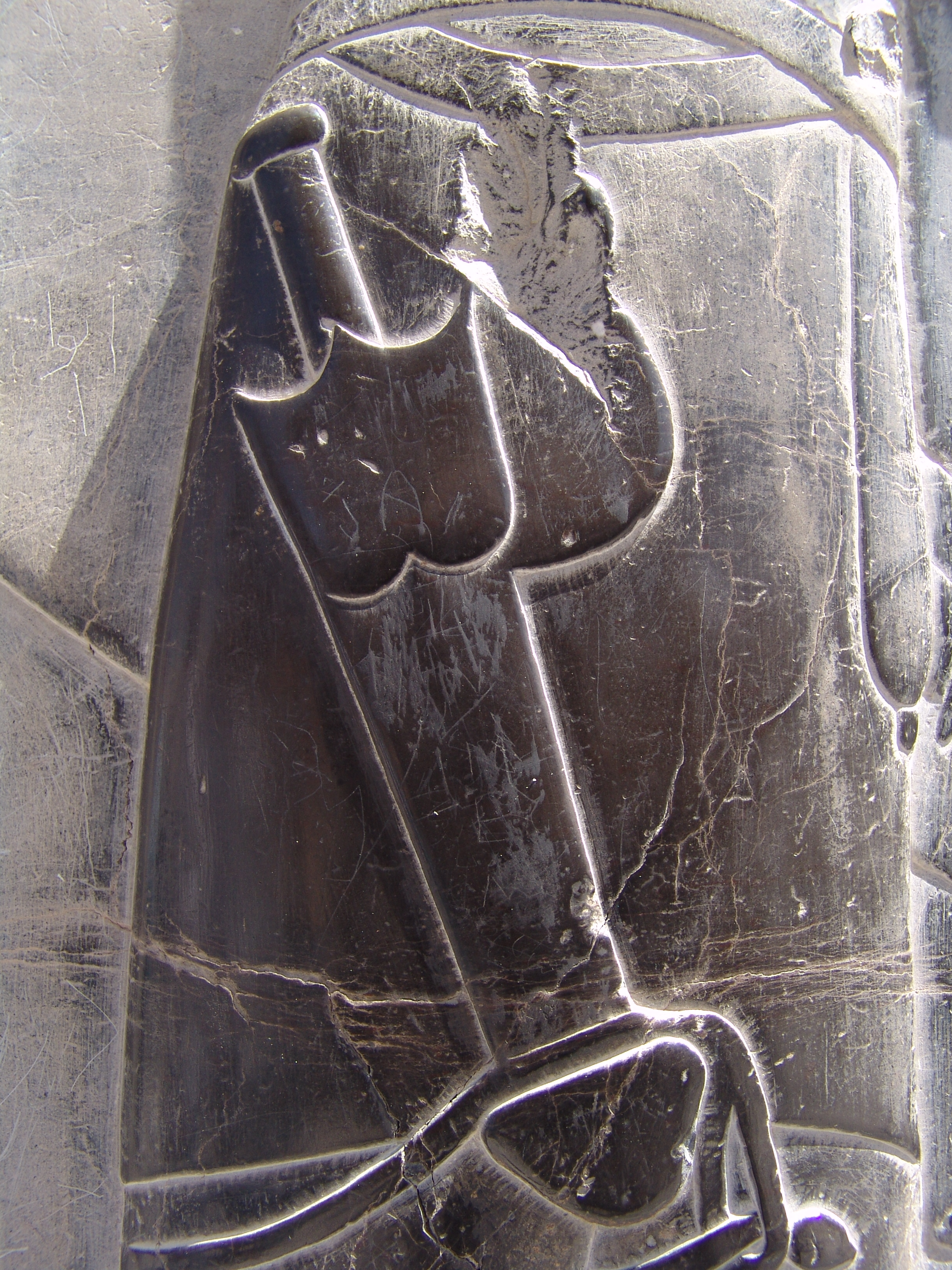
أكيناكيس في نقش بارز لحارس في مدينة برسيبوليس (تخت جمشيد)، القرن الرابع قبل الميلاد.

مال المؤلفون الذين يكتبون باللغة اللاتينية عبر التاريخ إلى مساواة اسم "أكيناكيس" بأي نوع من الأسلحة التي كان يستخدمها الفرس المعاصرون. وبالتالي، فقد اُستُخدم بشكل متكرر في النصوص اللاتينية في العصور الوسطى ليعني السيف الأحدب أو ما شابه، وهو المعنى الذي لا يزال يُحتفظ به في اللاتينية العلمية.
إلا أن الشمشير الفارسي هو سلاح حديث نسبياً، ولم يكن موجوداً في العصور القديمة . استخدم الفرس في العصر الأخميني أكثر من نوع واحد من السيوف. يُظهر الفن الفارسي القديم عادة الحراس الشخصيين للملك والنبلاء المهمين وهم يرتدون خناجر كتار مزخرفة. من ناحية أخرى، يُظهر الفن اليوناني في كثير من الأحيان الجنود الفرس وهم يستخدمون سكين الكوبيس.

## معرض صور

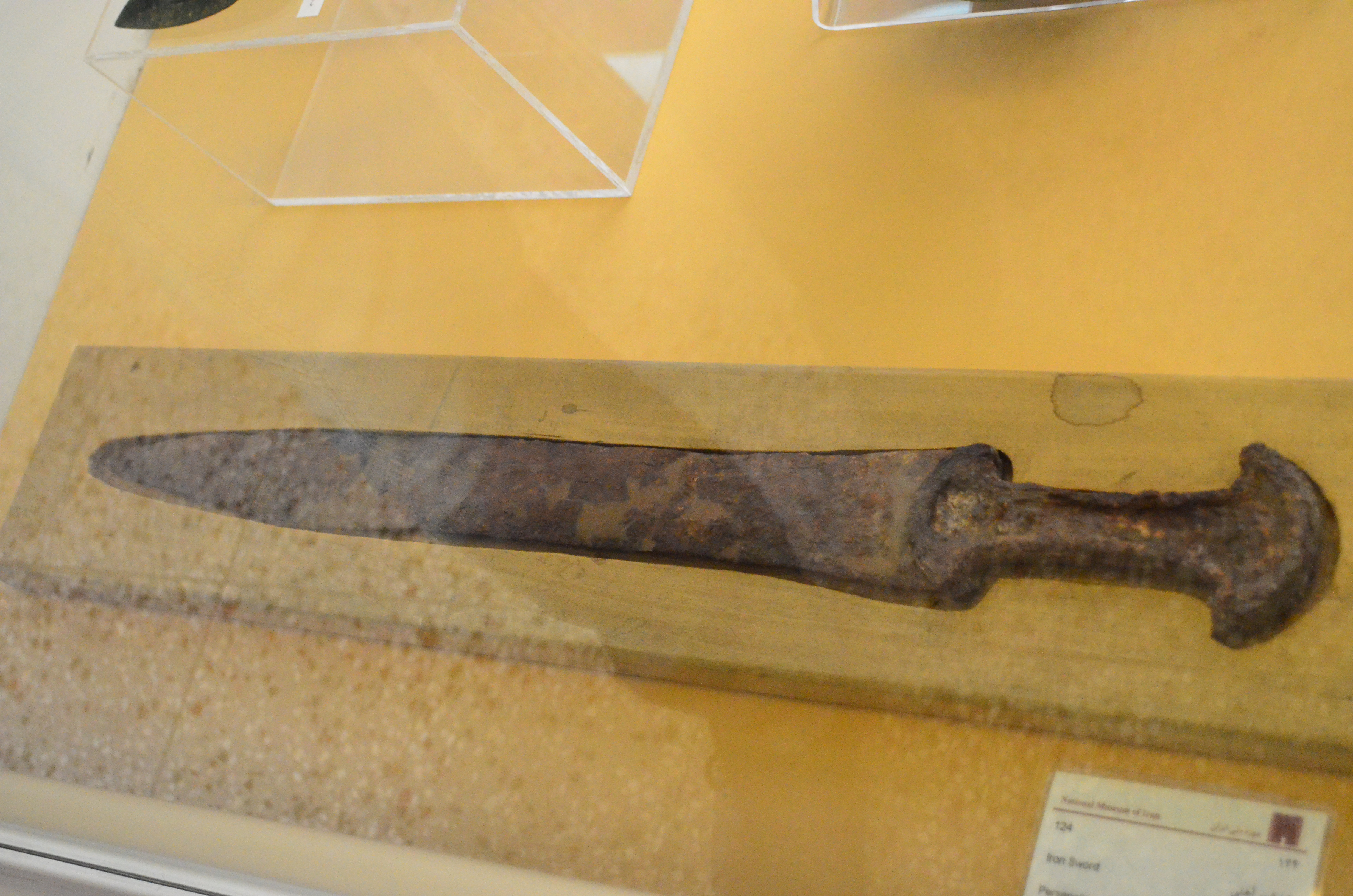
أكيناكيس من المتحف الوطني الإيراني
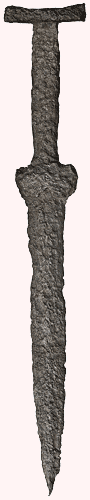
أكيناكيس السكوثيين المصنوعة من الحديد
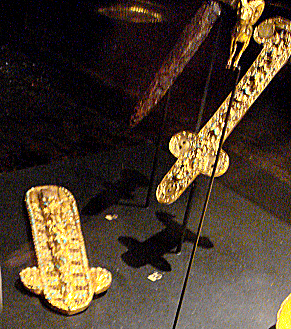
أكيناكيس ذهبية، القرن الأول الميلادي